# Russula atroglauca
Russula atroglauca Einhell., 1980 è un fungo basidiomicete della famiglia Russulaceae.

## Descrizione della specie
Cappello
2-8 cm di diametro, prima emisferico, poi appianato, più o meno depresso.
cuticolaseparabile fino alla metà del cappello, vellutata, colore variabile da verde-chiaro a verde-scuro fino a colorazioni bluastre o blu nerastre.
Lamelle
Fitte, leggermente ventricose, decorrenti, colore crema, ocra a maturità, con scarse lamellule.
Gambo
3-6,5 cm, corto, cilindrico, attenuato alla base, duro, ma presto cedevole, bianco, spesso con macchioline brune alla base.
Carne
Soda, bianca. 
- Odore: di geranio.
- Sapore:dolce

Microscopia
Spore6,5-8,5(9) x 5-7 µm, bianche o crema-chiaro in massa, verrucose.
Basidi30-40 x 8-10 µm.
Cistidi55-105 x 6-13 µm, fusiformi, spesso appendicolati.

## Distribuzione e habitat
Cresce sia sotto latifoglie che sotto aghifoglie

## Commestibilità
Mediocre.